# 森清士郎
森 清士郎（もり せいしろう）は、日本の漫画家。
デビュー作は『CROW』。

## 経歴
雑誌『月刊ComicREX』（一迅社）でデビュー。「CROW」が初連載作品。

## 作品リスト
- 『CROW』一迅社〈REXコミックス〉全3巻（『月刊ComicREX』2009年1月号 - 2010年7月号）
- 『ラスボスたちの隠し仔 〜魔王城に転生した元社畜プログラマーは自由気ままに『魔導言語』を開発する〜』KADOKAWA〈電撃コミックスNEXT〉既刊2巻（『電撃マオウ』2024年5月号[1] - 連載中）